# 13225 Manfredi
13225 Manfredi (1997 QU1) là một tiểu hành tinh vành đai chính.